# الكاظمية (حمص)
الكاظمية قرية سوريّة تتبع إداريّاً لمحافظة حمص منطقة حمص ناحية حمص، بلغ تعداد سكانها 864 نسمة حسب التعداد السكاني لعام 2004.